# ЖВ Лидерал
ЖВ Лидерал — бразильский футбольный клуб из города Императрис. В 2010 году клуб выступал в Серии D Бразилии.

## История
Клуб основан 12 мая 2005 года. Аббревиатура ЖВ означает Жуан Висенти. Эмблема клуба по своей стилистике напоминает эмблему ФК Барселона.
Домашние матчи проводит на стадионе «Эстадио Вальтер Лира», вмещающем 1 200 зрителей. Главным достижением «ЖВ Лидерал» является победа в чемпионате штата Мараньян, в 2009 году.

## Достижения
- Лига Мараньенсе:
  - Чемпион (1): 2009.